# 极权国家列表
本列表列出了曾经或现在的存在的极权国家。
本表列出的是极权国家而非威权国家。极权国家是一种极端的威权国家。相比于极权国家，威权国家的社会制度和经济制度并不受政府控制。
极权国家一般具有强烈的官方意识形态，比如日本昭和天皇时期的天皇制国家主义，大德意志国的纳粹主义，苏联斯大林时期的斯大林主义，中国毛泽东时期的毛泽东主义，沙特阿拉伯王国的瓦哈比派等。还有一些威权主义政权是否是极权国家，比如满洲国、东德，还有待商榷。

## 列表
| 国家                                | 领导人称号                     | 姓名                             | 执政党                 | 意识形态                                                                       | 政府                                       | 开始   | 终结   |
| ----------------------------------- | ------------------------------ | -------------------------------- | ---------------------- | ------------------------------------------------------------------------------ | ------------------------------------------ | ------ | ------ |
| 蒙古人民共和国                      | 部長會議主席                   | 霍尔洛·乔巴山                    | 蒙古人民革命党         | 斯大林主义                                                                     | 一党专政                                   | 1921年 | 1953年 |
| 苏维埃社会主义共和国联盟            | 苏联共产党中央委员会总书记     | 约瑟夫·斯大林                    | 苏联共产党             | 斯大林主义 马克思列宁主义 大俄羅斯主義 共产主义 斯大林的個人崇拜               | 联邦制一党制马克思列宁主义社会主义共和国   | 1924年 | 1953年 |
| 沙特阿拉伯王国                      | 沙特阿拉伯国王                 | 沙爾曼·賓·阿卜杜勒-阿齊茲·阿紹德 | 沙特王室（事实上）     | 伊斯兰原教旨主义 瓦哈比派                                                      | 君主专制政教合一                           | 1932年 | 至今   |
| 義大利王國 法西斯意大利 (1922-1943) | 最高帝国元帅                   | 贝尼托·墨索里尼                  | 国家法西斯党           | 法西斯主义 墨索里尼的個人崇拜                                                  | 軍事獨裁                                   | 1922年 | 1943年 |
| 義大利王國 法西斯意大利 (1922-1943) | 总理                           | 贝尼托·墨索里尼                  | 国家法西斯党           | 法西斯主义 墨索里尼的個人崇拜                                                  | 軍事獨裁                                   | 1922年 | 1943年 |
| 義大利王國 法西斯意大利 (1922-1943) | 领袖                           | 贝尼托·墨索里尼                  | 国家法西斯党           | 法西斯主义 墨索里尼的個人崇拜                                                  | 軍事獨裁                                   | 1922年 | 1943年 |
| 大德意志国                          | 元首                           | 阿道夫·希特勒                    | 德国国家社会主义工人党 | 纳粹主义 泛日耳曼主義 反犹太主义 科学种族主义 希特勒的個人崇拜                 | 单一制纳粹主义一党集权制国家               | 1933年 | 1945年 |
| 大日本帝國                          | 天皇                           | 昭和天皇                         | 大政翼贊會             | 天皇制国家主义 法西斯主義 極端民族主義 亞細亞主義 反自由主義 軍國主義 君主主義 | 單一制一党制軍國主義君主专制政教合一国家   | 1940年 | 1945年 |
| 大日本帝國                          | 大元帅                         | 昭和天皇                         | 大政翼贊會             | 天皇制国家主义 法西斯主義 極端民族主義 亞細亞主義 反自由主義 軍國主義 君主主義 | 單一制一党制軍國主義君主专制政教合一国家   | 1940年 | 1945年 |
| 西班牙国                            | 考迪罗                         | 弗朗西斯科·佛朗哥                | 西班牙长枪党           | 长枪主义                                                                       | 摄政                                       | 1936年 | 1975年 |
| 希腊王国                            | 首相                           | 扬尼斯·梅塔克萨斯                | 军人                   | 美塔克薩斯主義                                                                 | 君主立宪                                   | 1936年 | 1941年 |
| 民族军团国                          | 国家元首                       | 扬·安东内斯库                    | 铁卫团                 | 教權法西斯主義 军团主义 罗马尼亚民族主义 反犹太主义 反茨冈主义                 | 君主立宪体制下的一党制法西斯主义国家       | 1940年 | 1941年 |
| 民族军团国                          | 总理                           | 扬·安东内斯库                    | 铁卫团                 | 教權法西斯主義 军团主义 罗马尼亚民族主义 反犹太主义 反茨冈主义                 | 君主立宪体制下的一党制法西斯主义国家       | 1940年 | 1941年 |
| 民族军团国                          | 铁卫团领导人                   | 霍利亚·西马                      | 铁卫团                 | 教權法西斯主義 军团主义 罗马尼亚民族主义 反犹太主义 反茨冈主义                 | 君主立宪体制下的一党制法西斯主义国家       | 1940年 | 1941年 |
| 匈牙利王国                          | 國家元首兼總理                 | 薩拉希·費倫茨                    | 箭十字党               | 纳粹主义                                                                       | 摄政                                       | 1944年 | 1945年 |
| 阿尔巴尼亚社会主义人民共和国        | 阿尔巴尼亚劳动党第一书记       | 恩维尔·霍查（1941年–1985年）     | 阿尔巴尼亚劳动党       | 共产主义 霍查主义 马克思列宁主义 反修正主义                                    | 马克思列宁主义一党制国家 （1946年–1976年） | 1946年 | 1990年 |
| 阿尔巴尼亚社会主义人民共和国        | 阿尔巴尼亚劳动党第一书记       | 拉米兹·阿利雅（1985年–1991年）   | 阿尔巴尼亚劳动党       | 共产主义 霍查主义 马克思列宁主义 反修正主义                                    | 霍查主义一党制国家 （1976年–1991年）       | 1946年 | 1990年 |
| 朝鲜民主主义人民共和国              | 朝鲜劳动党总书记               | 金日成家族                       | 朝鲜劳动党             | 主体思想 先军政治                                                              | 单一制一党专政共和国                       | 1948年 | 至今   |
| 朝鲜民主主义人民共和国              | 朝鲜国务委员长                 | 金日成家族                       | 朝鲜劳动党             | 主体思想 先军政治                                                              | 单一制一党专政共和国                       | 1948年 | 至今   |
| 中华人民共和国                      | 中国共产党中央委员会主席       | 毛泽东                           | 中国共产党             | 共产主义 马克思列宁主义 毛泽东思想                                             | 单一制一党专政社会主义共和国               | 1949年 | 1976年 |
| 中华人民共和国                      | 中国共产党中央军事委员会主席   | 毛泽东                           | 中国共产党             | 共产主义 马克思列宁主义 毛泽东思想                                             | 单一制一党专政社会主义共和国               | 1949年 | 1976年 |
| 中华人民共和国                      | 全国政协名誉主席               | 毛泽东                           | 中国共产党             | 共产主义 马克思列宁主义 毛泽东思想                                             | 单一制一党专政社会主义共和国               | 1949年 | 1976年 |
| 缅甸联邦社会主义共和国              | 缅甸社会主义纲领党主席         | 奈温                             | 緬甸社會主義綱領黨     | 緬甸式社會主義                                                                 | 单一制一党制社会主义共和国                 | 1962年 | 1988年 |
| 赤道几内亚                          | 总统                           | 弗朗西斯科·马西亚斯·恩圭马       | 勞動國民統一黨         | 泛非主义                                                                       | 单一制一党专政                             | 1968年 | 1979年 |
| 罗马尼亚社会主义共和国              | 罗马尼亚共产党中央委员会总书记 | 尼古拉·齐奥塞斯库                | 罗马尼亚共产党         | 共产主义 马克思列宁主义 罗马尼亚民族共产主义                                   | 单一制一党制马克思列宁主义社会主义共和国   | 1965年 | 1989年 |
| 智利                                | 智利总统                       | 奥古斯托·皮诺切特                | 军人                   | 反共主义 芝加哥男孩                                                            | 军事独裁共和国                             | 1973年 | 1988年 |
| 民主柬埔寨                          | 柬埔寨共产党中央委员会总书记   | 波尔布特                         | 柬埔寨共产党           | 农业主义 共产主义 高棉民族主义                                                 | 单一制马克思列宁主义一党制社会主义共和国   | 1975年 | 1979年 |
| 土库曼斯坦                          | 土库曼斯坦总统                 | 尼亚佐夫                         | 土库曼斯坦民主党       | 尼亚佐夫的个人崇拜                                                             | 单一制共和国                               | 1991年 | 2006年 |
| 厄立特里亚国                        | 总统                           | 伊萨亚斯·阿费沃基                | 人民民主与正义阵线     | 厄立特里亚民族主义 左翼民族主義 世俗主义                                       | 单一制一党制总统制共和国                   | 1993年 | 至今   |
| 阿富汗伊斯兰酋长国                  | 信士的埃米尔                   | 穆罕默德·奥马尔                  | 塔利班 (事实上)        | 迪奧班迪原教旨主義 伊斯兰主义 普什圖瓦里 宗教民族主义 赛莱菲圣战主义           | 政教合一的伊斯兰酋长国                     | 1996年 | 2001年 |
| 阿富汗伊斯兰酋长国                  | 信士的埃米尔                   | 穆罕默德·奥马尔                  | 塔利班 (事实上)        | 迪奧班迪原教旨主義 伊斯兰主义 普什圖瓦里 宗教民族主义 赛莱菲圣战主义           | 政教合一的伊斯兰酋长国                     | 2021年 | 至今   |
| 伊斯兰国                            | 哈里发                         | 阿布·贝克尔·巴格达迪             | 伊斯兰国               | 伊斯兰原教旨主义 伊斯兰法西斯主义                                              | 政教合一 军事独裁                          | 2014年 | 2019年 |